# Senoculus darwini
Senoculus darwini és una espècie d'aranyes araneomorfes de la família dels senocúlids (Senoculidae). Aquest gènere fou descrit per primera vegada l'any 1883 per E.L. Holmberg amb el nom de Neothereutes darwini. Eugène Simon el 1898 li posà el nom de Senoculus darwini dedicat a Charles Darwin. És una espècie endèmica de l'Argentina.